# Splašil se kůň našíř
Splašil se kůň našíř je album písniček pro děti, které složila Hana Navarová na texty Jana Vodňanského.

## Písničky
| Pořadí         | Název                      | zpívá                                 | Délka |
| -------------- | -------------------------- | ------------------------------------- | ----- |
| 1.             | Kůň Našíř                  | Magdalena Reifová                     | 1:37  |
| 2.             | Hádala se paraplata        | Tomáš Hanák                           | 0:42  |
| 3.             | Sexteto                    | Marek Eben, Martin Dejdar, Petr Vacek | 1:18  |
| 4.             | Večerníček                 | Hana Navarová, Petr Vacek             | 2:02  |
| 5.             | Výlet v talíři             | Magdalena Reifová                     | 3:46  |
| 6.             | Špuntadela                 | Eva Horká, Zdeněk Hříbal              | 1:56  |
| 7.             | Stojí, stojí v mlze dům    | Hana Navarová                         | 2:12  |
| 8.             | Zima v Novém Strašecí      | Magdalena Reifová                     | 2:54  |
| 9.             | Taneční                    | Marek Eben                            | 2:30  |
| 10.            | Nezbedná rozhledna         | ženský sbor                           | 0:43  |
| 11.            | Skákal jeden klokan        | Magdalena Reifová                     | 2:16  |
| 12.            | V ZOO                      | Marek Eben                            | 1:31  |
| 13.            | Papoušek                   | Eva Horká, Petr Vacek                 | 3:12  |
| 14.            | Co se děje - venku leje    | Magdalena Reifová, Zdeněk Hříbal      | 1:58  |
| 15.            | Čarala, čarala, bonga máro | Lenka Vychodilová                     | 1:41  |
| 16.            | Pavián                     | Petr Vacek                            | 0:53  |
| 17.            | Jede, jede mašinka         | Klára Jirsáková                       | 1:18  |
| 18.            | Píseň o velbloudím mláděti | Hana Navarová                         | 3:44  |
| 19.            | Kocour                     | Marek Eben, Martin Dejdar, Petr Vacek | 0:36  |
| 20.            | Sněhuláci                  | Hana Navarová, Zdeněk Hříbal          | 2:05  |
| 21.            | Kampak teče voda z vany    | Magdalena Reifová                     | 1:51  |
| 22.            | Permonická                 | Marek Eben, Martin Dejdar, Petr Vacek | 1:56  |
| Celková délka: | Celková délka:             | Celková délka:                        | 42:15 |

## Zpěváci
- Martin Dejdar
- Marek Eben
- Tomáš Hanák
- Eva Horká
- Zdeněk Hříbal
- Hana Navarová
- Magdalena Reifová
- Petr Vacek
- Lenka Vychodilová
- Klára Jirsáková

Sbory: Hana Navarová, Magdalena Reifová, Zdeněk Hříbal, David Noll
Šestá teta: Monika Načeva
Hlasové efekty: Tomáš Hanák a Petr Vacek

## Hudebníci
- základy: Hana Navarová, David Noll
- elektrická kytara: Jiří Podzimek
- akustická kytara: Tomáš Poláček
- housle: Karel Holas

Nahráno ve studiu FREE&BALL během října a listopadu 1992
Zvuková režie a mixáž: Jan Volný a Ivo Ballon
Mastering: studio SVENGALI
Produkce: David Noll